# Герб Соломонова
Герб Соломонова — офіційний символ села Соломоново Ужгородського району Закарпатської області.

## Опис
На червоному щиті дві срібні риби: верхня пливе праворуч, нижня — ліворуч. Можливо це струмкова форель або ж Salmo trutta, що частково перегукується із назвою села (тоді герб є промовистим).
Герб є реконструкцією печатки Соломоново від 1877 року.

## Версії
Соломоново використовує герб на французькому щиті, замість загальноприйнятного в Україні — іспанського.

На генеральному плані села від 2020 року використаний герб на лазуровому французькому щиті, де обидві риби пливуть у лівий бік.

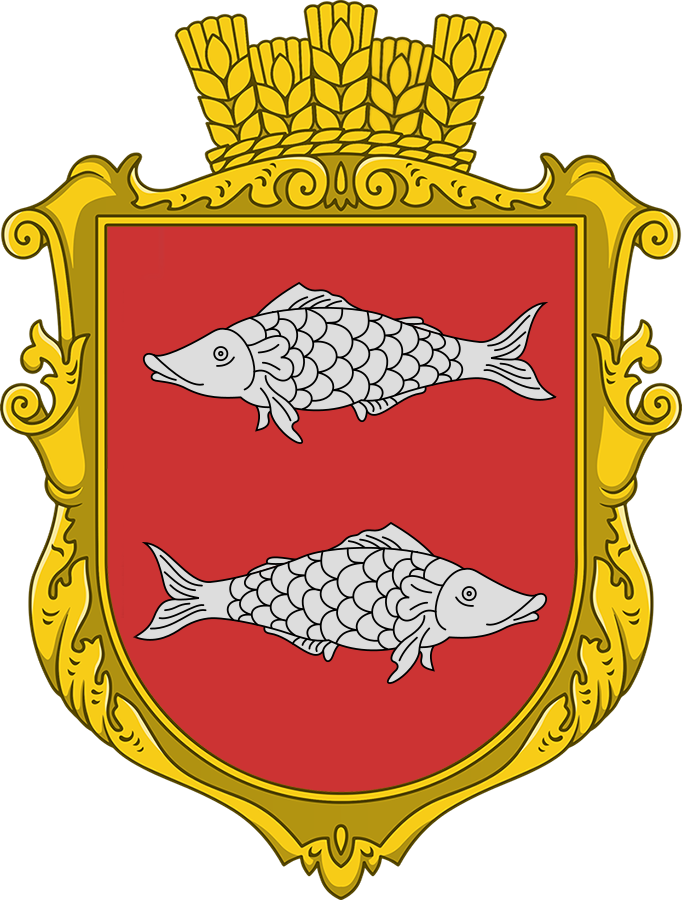
Герб Соломонова на іспанському щиті
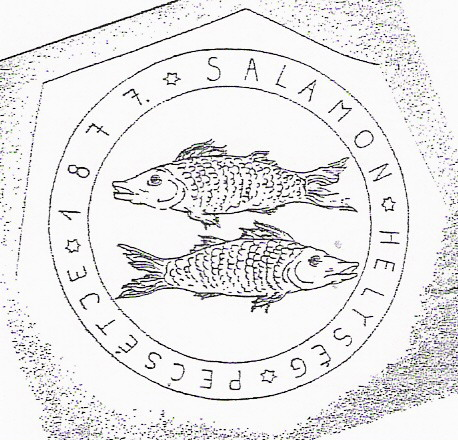
Печатка від 1877 року
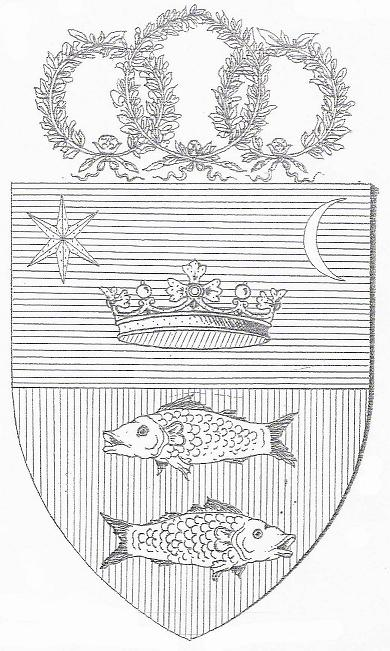
Угорський проєкт
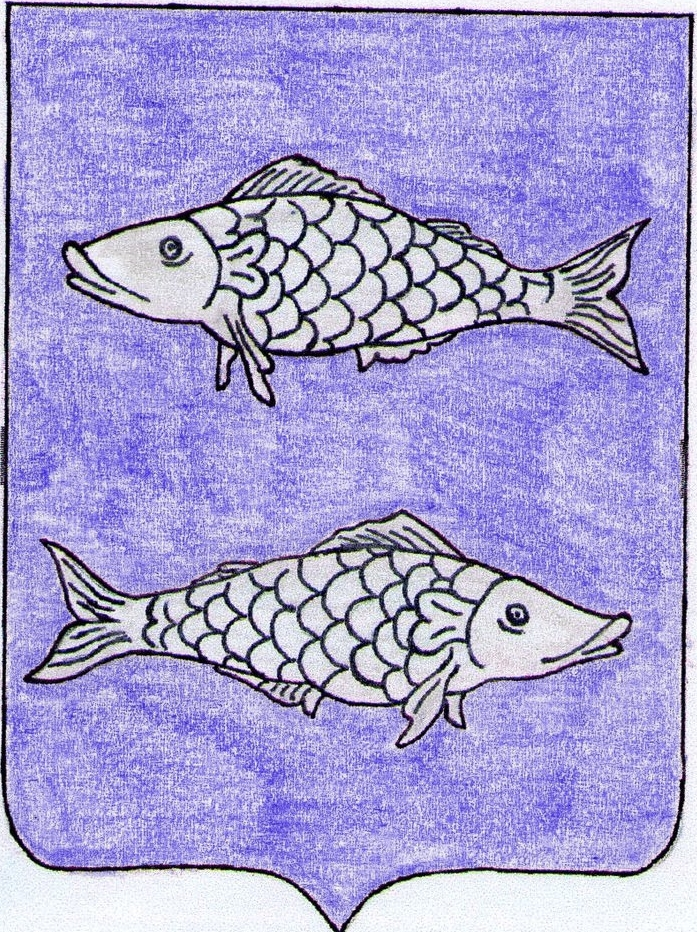
Герб Соломонова на лазуровому французькому щиті